# واهان هوهانیسیان (نویسنده)
واهان پوغوسی هوهانیسیان (ارمنی: Վահան Պողոսի Հովհաննիսյան؛ انگلیسی: Vahan Yovhannesean زادهٔ ۱ سپتامبر ۱۸۹۴ - درگذشته ۱۰ نوامبر ۱۹۷۷) نویسنده، رهبر مذهبی مخیتاریست، آموزگار و کارشناس علوم پرورشی، اهل ارمنستان بود.

## زندگی‌نامه
در ۱۸۹۴ در روستای نورشن در آخالتسیخه، گرجستان به دنیا آمد. در سال ۱۹۰۸ مخیتاریست ،ونیز پیوست و در بین سال‌های ۱۹۱۶ تا ۱۹۲۲ تحصیلات خویش را در رم تکمیل نمود   و در سال ۱۹۲۲ از دانشگاه ساپینزا رم فارغ‌التحصیل شد.  وی در ۱۰ نوامبر ۱۹۷۷ در سن ۸۳ سالگی در جزیره سن لازارو، ونیز درگذشت.